# Эш-Шахания (муниципалитет)
Эш-Шахания (араб. الشحانية‎) — один из восьми муниципалитетов Катара. Создан в 2015 году из части муниципалитета Эр-Райян. Крупнейший город и административный центр — город Эш-Шахания. В муниципалитет входят города Духан, Эль-Джамалия и Умм-Баб. Население 161 240 человек по переписи 2020 года.
Название получил от местного названия растения Artemisia inculta рода Полынь.
Большая часть муниципалитета занята биосферным резерватом Эр-Рим.